# معامل المسافة
في علم الفلك معامل المسافة (μ ):هو الفرق بين القدر الظاهري والقدر المطلق لجرم فلكي ({\displaystyle \mu =m-M} ) وأسلوب للتعبير عن المسافات التي غالبا ما تستخدم في علم الفلك. وتصف المسافات في مقياس لوغاريتمي على أساس نظام القدر الفلكي لتحديد بعد الجرم الفلكي.

## المواصفات القياسية
معامل المسافة {\displaystyle \mu =m-M} الفرق بين القدر الظاهري والقدر المطلق (من الناحية المثالية، وتصحيحها من آثار امتصاص وتشتت الإشعاع بين النجوم) . القدر المطلق {\displaystyle M} لجرم فلكي مرتبط بالمسافة بالفرسخ الفلكي {\displaystyle d} عبر:
{\displaystyle \log _{10}(d)=1+{\frac {\mu }{5}}}
{\displaystyle \mu =5\log _{10}(d)-5}
هذا التعريف مناسب لأن السطوع المرصود من مصدر الضوء يتناسب مع مسافة مصدر الضوء من خلال قانون التربيع العكسي (مصدر ضوء أبعد بمرتين يبدو بربع لمعانة) ولأن السطوع عادة لا يعبر عنه بشكل مباشر ولكن في مقادير.

## الاستخدام
الاستخدام الأكثر شيوعا لمعامل المسافة هو التعبير عن المسافة إلى المجرات الأخرى في الكون قريب نسبيا. على سبيل المثال، سحابة ماجلان الكبرى على معامل مسافة 18.5, ، و مجرة المرأة المسلسلة 24.4  ، و مسييه 91 تساوي 31.0 .
استخدام معامل المسافة يسهل عملية حوسبة المقادير ؛ على سبيل المثال، نجم من النوع نظير الشمس (قدرة المطلق= 5) في مجرة المرأة المسلسلة (معامل المسافة = 24.4) سيكون له قدر ظاهري (m) 5 + 24.4 = 29.4، لذلك سيكون بالكاد مرئيا لمرصد هابل الذي لة حد قدر حوالي 30 .